# Гусак, Николай Афанасьевич
Никола́й Афана́сьевич Гуса́к (1910—1978) — советский альпинист, заслуженный мастер спорта СССР (1946), многократный победитель и призёр чемпионатов СССР по альпинизму.
Во время Памирской экспедиции 1937 года участвовал во втором в истории восхождении на высочайшую вершину СССР — пик Сталина (впоследствии — пик Коммунизма, а ныне — пик Исмоила Сомони). До войны совершил ряд сложных первовосхождений и первопрохождений в горах Кавказа и Памира.
Во время Великой Отечественной войны принимал участие в боевых действиях на Кавказе. В феврале 1943 года был руководителем альпинистской группы, водрузившей советский флаг и удалившей штандарты с нацистской символикой с высочайшей точки Европы — западной вершины Эльбруса.
После войны Николай Гусак продолжил занятия альпинизмом, в 1946 году стал членом альпинистской команды общества «Спартак», которой руководил Виталий Абалаков. В составе этой команды Гусак участвовал в ряде сложных восхождений, в 1949—1960 годах стал четырёхкратным победителем и двукратным серебряным призёром чемпионатов СССР по альпинизму.

## Биография

### До войны
Николай Гусак родился в 5 мая 1910 года в Москве. Альпинизмом начал заниматься в конце 1920-х годов — в 1928 году взошёл на вершину Сабля, расположенную в Уральских горах. В 1931 году Гусак руководил лыжным походом по перевалам вокруг Эльбруса, а в 1931—1941 годах он совершил 13 восхождений на Эльбрус, включая семь зимних. В 1932—1933 годах он участвовал в экспедиции, которая исследовала ледники Верхней Сванетии. В 1934 году Гусак работал старшим инструктором курсов Общества пролетарского туризма и экскурсий (ОПТЭ), которые проходили в Приэльбрусье, и совершил ряд восхождений вместе с курсантами.
В 1936 году Николай Гусак был на Памире в составе альпинистской группы, разведывавшей возможные пути восхождения на пик Сталина (7495 м) — высочайшую вершину СССР (впоследствии — пик Коммунизма, а ныне — пик Исмоила Сомони). Кроме Гусака, в состав группы входили П. Н. Альгамбров, Евгений Белецкий, Данил Гущин, Александр (Алёша) Джапаридзе и Иван Фёдоров. Они исследовали район ледника Фортамбек. Кроме этого, Гусак вдвоём с Алёшей Джапаридзе разведали возможный путь на вершину пика Корженевской (7105 м). Результаты этой разведки были впоследствии использованы группой Алексея Угарова, совершившей первовосхождение на пик Корженевской в 1953 году.
В 1937 году Николай Гусак опять был на Памире, на этот раз в составе крупной экспедиции, посвящённой 20-летию Октябрьской революции. Из Оша члены альпинистской группы добрались до района ледника Федченко и организовали несколько промежуточных лагерей у восточного склона пика Сталина (пика Коммунизма) — вдоль того же маршрута, по которому в 1933 году поднимался первовосходитель Евгений Абалаков. Сначала Олег Аристов, Виктор Киркоров и Николай Гусак совершили первовосхождение на пик Орджоникидзе (6636 м), расположенный в восточном отроге хребта Академии Наук. После этого группой альпинистов было совершено второе в истории восхождение на пик Сталина (пик Коммунизма). Группой руководил Олег Аристов, а в её состав, кроме Гусака, входили Евгений Белецкий, Виктор Киркоров, Иван Федорков и Лев Бархаш (по некоторым данным, Бархаш в заключительной стадии восхождения не участвовал). На высоте около 7450 м Олег Аристов, поскользнувшись, сорвался с гребня и погиб, пролетев около 700 м. Остальные участники группы, не имея возможности спуститься к его телу, дошли до вершины.
| Отрывок из воспоминаний Н. Гусака «Штурм пика Сталина» Мы не прекратили штурма. Начатое вместе с Олегом дело нужно было довершить. Возглавляемые политруком группы Евгением Белецким, мы двинулись вперёд. Это были последние метры. Шаг, ещё шаг — и цель достигнута. Победа!!! 17 ч. 30 м. 13 сентября 1937 г. советские спортсмены — В. Киркоров, Е. Белецкий, И. Федорков и Н. Гусак — установили бронзовый бюст вождя народов мира Иосифа Виссарионовича Сталина на пике его имени. |

В 1938—1941 годах Гусак совершил ряд восхождений на Кавказе, работая старшим инструктором и начальником учебной части различных сборов, походов и альпиниад. В частности, в 1939 году он осуществил восхождение на Северную Ушбу, а в 1940 году — траверсы Чотчи и Белалакаи. В 1941 году ему было присвоено звание мастера спорта СССР.

### Во время войны

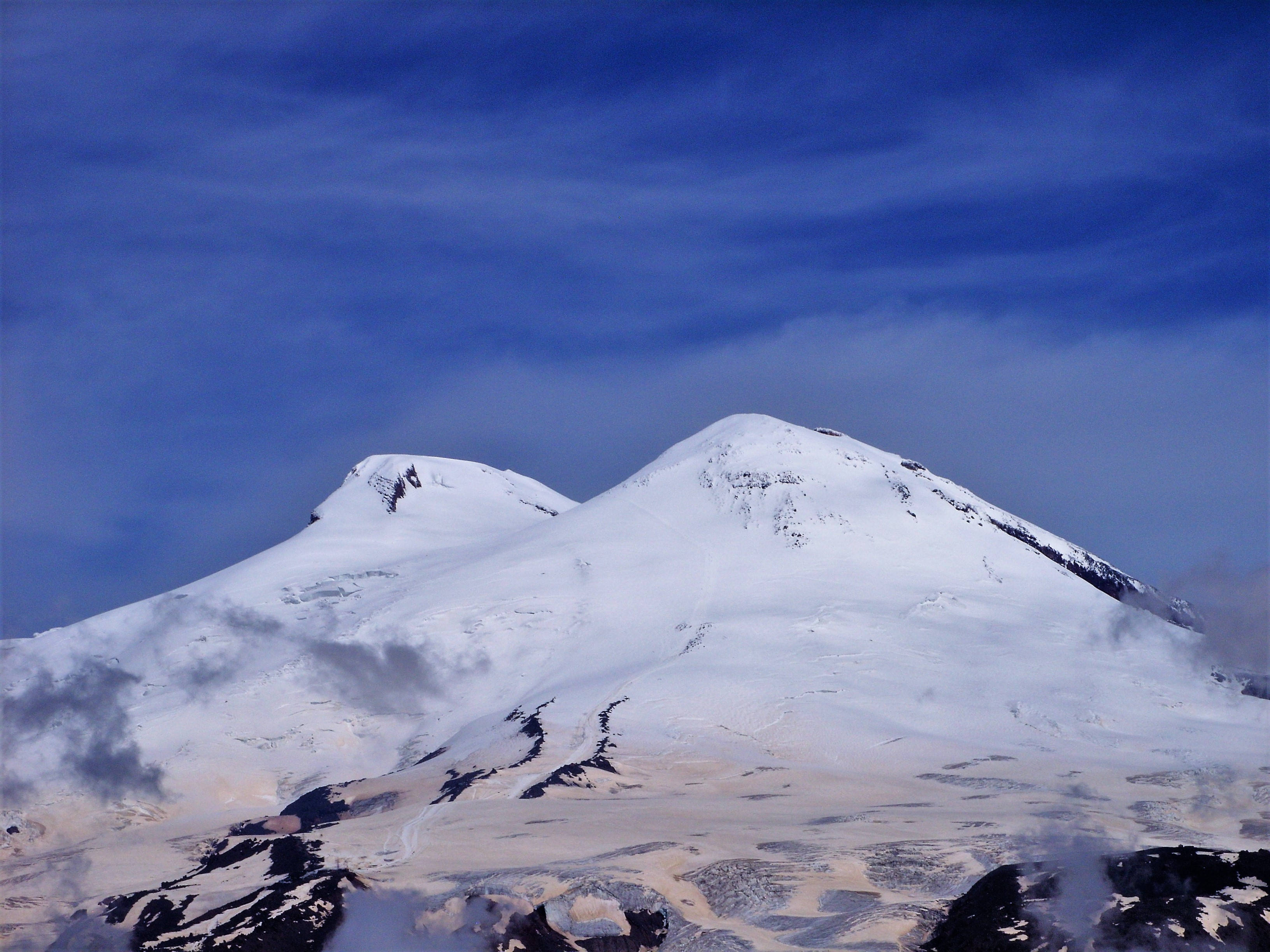
Западная (слева) и восточная (справа) вершины Эльбруса

Когда началась Великая Отечественная война, Николай Гусак в августе 1941 года ушёл на фронт добровольцем, принимал участие в обороне Москвы, а затем был отправлен на Кавказ, где участвовал в боевых действиях в районе Клухорского и Нахарского перевалов, а также в обороне Военно-Грузинской дороги и других перевалов Главного Кавказского хребта.
В феврале 1943 года лейтенант Гусак был руководителем одного из отрядов, посланных для снятия фашистских штандартов с вершин Эльбруса и установления там советских флагов. Отряды объединились у «Приюта одиннадцати», расположенного на высоте 4130 м на юго-восточном склоне Эльбруса. Целую неделю бушевал буран, кончались продукты. В конце концов альпинисты разделились на два отряда. 13 февраля Николай Гусак повёл группу на западную вершину (в её составе были Евгений Белецкий, Александр Сидоренко, Габриэль Хергиани, Бекну Хергиани и Евгений Смирнов). По воспоминаниям Александра Сидоренко, на вершине действительно были обрывки фашистских штандартов, сорвав которые, участники группы Гусака установили советский флаг, а также оставили записку об успешном восхождении и выполнении задания.
| Записка, оставленная на западной вершине Эльбруса 13.2.43 г. 14 ч. 00 м. Сегодня сюда поднялась группа инструкторов альпинизма РККА в составе: начальник группы — мастер спорта СССР Н. Гусак, лейтенант, участники б/звания — мастер спорта СССР А. Сидоренко, сван-партизан, мастер спорта СССР Г. Хергиани, сван-партизан, мастер спорта СССР Б. Хергиани, политрук — мастер спорта СССР Е. Белецкий, в/техник 2 ранга, инструктор — мастер спорта СССР Е. Смирнов. Восхождение посвящено освобождению Кавказа от гитлеровцев и 25-й годовщине нашей славной Красной Армии. Группа по приказу командования Закфронта сняла немецко-фашистский вымпел и установила наш красный флаг СССР. Смерть немецким оккупантам! Да здравствует наш Эльбрус и вновь свободный Кавказ! Эльбрус. 5633 м. Начальник группы Н. Гусак |

Через четыре дня, 17 февраля, на восточную вершину пошла группа под руководством Александра Гусева (в её составе были Георгий Одноблюдов, Борис Грачёв, Виктор Кухтин, Николай Моренец, Андрей Грязнов, Анатолий Багров, Николай Персианинов, Любовь Коротаева, Георгий Сулаквелидзе, Алексей Немчинов, Леонид Кельс, Никита Петросов и Владислав Лубенец). По результатам успешно проведённой операции в 1943 году Николай Гусак (вместе с другими альпинистами) был награждён орденом Красной Звезды.
Кроме этого, Николай Гусак был награждён медалями «За боевые заслуги» (9 февраля 1943 года, за уничтожение групп противника в районе Клычского хребта и районе реки Гвандра), «За оборону Москвы» (6 ноября 1944 года) и «За оборону Кавказа» (6 ноября 1944 года).

### После войны
После окончания войны Николай Гусак продолжил занятия альпинизмом. В конце 1945 года он участвовал в поисках группы Алёши Джапаридзе, погибшей в лавине на Ушбе при попытке траверса Ушба — Шхельда. В 1946 году ему было присвоено звание заслуженного мастера спорта СССР.
Начиная с 1946 года, Гусак — член альпинистской команды общества «Спартак», руководимой Виталием Абалаковым. Вместе с этой командой он участвовал в ряде восхождений высшей категории сложности, в результате чего в 1949—1960 годах он стал четырёхкратным победителем и двукратным серебряным призёром чемпионатов СССР по альпинизму. В 1959 году Гусак был зачислен кандидатом в советско-китайскую гималайскую экспедицию на Джомолунгму (Эверест), но участие в ней советских спортсменов было отменено из-за ухудшения отношений СССР и КНР.
С 1949 по 1959 год Николай Гусак работал сотрудником гидрометеорологической службы в Эльбрусской экспедиции Высокогорного геофизического института, которым руководил Александр Гусев. Выполняя обязанности начальника спасательной службы экспедиции, Гусак несколько раз зимовал на «Приюте девяти» на склоне Эльбруса. После этого Николай Гусак работал в Москве, был сотрудником Института прикладной геофизики, директором которого также был Александр Гусев. В 1970 году Гусак вышел на пенсию.
В 1978 году Гусак был организатором и руководителем похода по местам боевых действий на Главном Кавказском хребте, участникам которого предстояло пройти по четырнадцати перевалам. 7 августа 1978 года Николай Гусак скончался от сердечной недостаточности у перевала Докторский в ущелье Адырсу.

## Спортивные достижения

### Чемпионаты СССР по альпинизму
Данные приведены в соответствии с информацией из книги П. С. Рототаева.
- 1949 год —  1-е место (класс траверсов), траверс вершин Коштантау — Дыхтау, в группе под руководством Виталия Абалакова («Спартак»), в которую также входили Валентина Чередова, Яков Аркин, Иван Леонов, Василий Пелевин, Владимир Мартынов и Юрий Москальцов.
- 1950 год —  2-е место (технический класс), восхождение на центральную вершину пика МНР по северной стене, руководитель команды «Спартака», в которую входили Владимир Кизель, Юрий Гильгнер и Д. Симанович.
- 1951 год —  1-е место (технический класс), первопрохождение маршрута на гору Уллутау по северной стене, в группе под руководством Виталия Абалакова («Спартак»), в которую также входили Валентина Чередова, Михаил Ануфриков, Александр Боровиков, Владимир Кизель, Лев Филимонов и Виктор Нагаев.
- 1956 год —  1-е место (высотный класс), восхождение на пик Победы по северному склону, в объединённой команде «Спартака» и Казахского альпинистского клуба под руководством Виталия Абалакова, в которую также входили Яков Аркин, Пётр Буданов, Владимир Кизель, Константин Клецко, Иван Леонов, Сембай Мусаев, Юрий Тур, Урал Усенов и Лев Филимонов.
- 1959 год —  1-е место (высотный класс), первовосхождение на пик Ворошилова (ныне пик Ахмади Дониша), в группе под руководством Виталия Абалакова, в которую также входили Яков Аркин, Герман Аграновский, Пётр Буданов, Геннадий Ильинский, Владимир Кизель, Иосиф Кахиани, Константин Клецко, Иван Лапшенков и Лев Филимонов.
- 1960 год —  2-е место (класс траверсов), траверс вершин Раздельная — пик Дзержинского — пик Ленина — пик XIX партсъезда, в группе под руководством Виталия Абалакова («Спартак»), в которую также входили Геннадий Ильинский, Константин Клецко, Джумбер Кахиани и Михаил Тимошин.